# São Jomil
São Jomil is een plaats (freguesia) in de Portugese gemeente Vinhais en telt 62 inwoners (2001).